# 黄村 (休宁县)
29°40′56″N 118°10′11″E / 29.68219°N 118.16967°E
黄村是安徽省南部黄山市休宁县商山乡的一个村。

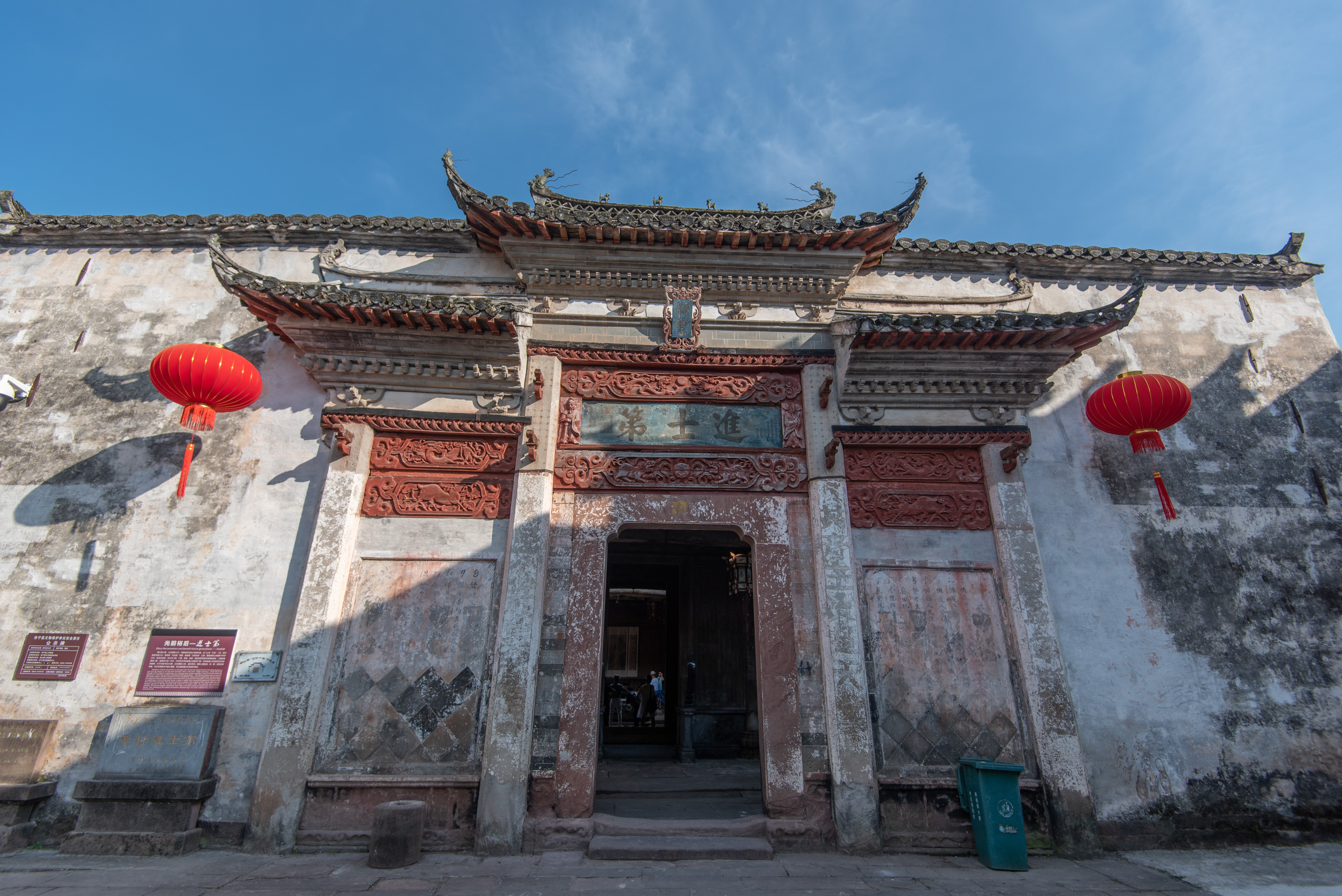
黄村进士第

黄村于2010年7月22日公布为第五批中国历史文化名村。该村拥有以下文物保护单位：
- 黄村进士第，明，全国重点文物保护单位，编号7-1046
- 黄村小学，清，黄山市文物保护单位
- 中宪第，清，休宁县文物保护单位